# Пелещишин Микола Андрійович
Микола Андрійович Пелещишин (19 грудня 1933, Кобильниця Руська  — 15 липня 1999, Львів) — український історик, археолог, етнограф, доктор історичних наук, професор Львівського національного університету імені І. Франка, дійсний член НТШ.

## Життєпис
Народився у селі Кобильниця Руська Любачівського повіту (тепер — Польща). У 1952 році закінчив Руднівську середню школу. У 1952—1957 роках навчався на історичному факультеті Львівського державного університету імені І. Франка (нині — Львівський національний університет імені Івана Франка).
У 1957 році після закінчення з відзнакою історичного факультету Львівського державного університету імені І. Франка працював у Львівському обласному державному архіві. З осені 1957 року Пелещишин М. А. почав працювати під керівництвом відомого археолога Юрія Захарука над опрацюванням археологічних знахідок та підготовці наукового звіту про археологічні пам'ятки в с. Зимне на Волині.
З 1958 року М. А. Пелещишин з посади молодшого наукового співробітника відділу археології Інституту суспільних наук АН УРСР у Львові розпочав довгий та плідних шлях в археології, котрий тривав понад 40 років.
Перша друкована наукова праця М. А. Пелещишина «Нові матеріали до археологічної карти Волині» вийшла у світ у 1961 році. У 1966 році М. А. Пелещишин захистив кандидатську дисертацію на тему «Стародавнє населення Західної Волині та його етнокультурні зв'язки (5-3 тис. до н. е.)»
У 1971—1989 роках М. А. Пелещишин працював на посаді доцента кафедри Історії стародавнього світу і середніх віків. У 1989 році М. Пелещишин успішно захистив дисертацію на тему «Стародавнє населення Західної Волині та його етнокультурні зв'язки (— ІІІ тис. до н. е.)». Роботу виконано на здобуття ступеня доктора історичних наук у галузі археології. Успішний захист дисертації відбувся в Інституті археології АН УРСР (м. Київ). Упродовж 1989—1999 років М. Пелещишин обіймав посаду завідувача кафедри археології, античності і середньовіччя Львівського національного університету імені І. Франка.
Помер 15 липня 1999 року у львівській обласній клінічній лікарні. Похований на цвинтарі у селищі Брюховичі поруч із дружиною, Катериною Петрівною, яку пережив на півроку.

## Наукова діяльність
Упродовж 1966—1969 років дослідник провів цілу низку археологічних робіт на території Волинської, Львівської, Івано-Франківської, Тернопільської та Закарпатської областей.
З початку 1970-х років науково-дослідна робота вченого значно розширюється. Об'єктом його уваги стали поселення стжижовської, лендельської, поморської та інших археологічних культур. Нові археологічні культури вивчалися у контексті взаємозв'язків чи взаємоконтактів з іншими регіонами, що дало змогу побачити історію стародавнього населення досліджуваного регіону в її багатовимірності та багатогранності.
Велику увагу дослідник надавав дослідженню пам'яток трипільської культури Західної Волині. Згодом «матричними» в археології України стали історичні пам'ятки трипільських племен, які дослідив М. Пелещишин поблизу волинських сіл Костянець, Листвин, Голишів, Хорів, Лози, Тадані, Зимне та багато інших.
З другої половини 1980-х років основним об'єктом уваги дослідника стало Розточчя. З одного боку, ці землі досі залишалися слабо дослідженими, а з іншого, внаслідок освоєння нових потужностей Яворівське виробниче хімічне об'єднання «Сірка» у місцях відкритого добування сірчаної сировини проводило широкомасштабні землерийні роботи.
На прилеглих досірчаних кар'єрів землях та у місцях споруджуваних комунікацій знаходилося чимало археологічних пам'яток. Завдяки функціонуванню НДЛ-81, починаючи з 1986 року, археологічна експедиція Львівського університету розпочала багатолітні наукові дослідження цього регіону. На той час у межах українського Розточчя було відомо близько тридцяти різночасових археологічних пам'яток. Більшість з них не досліджувалась, а лише зафіксована внаслідок розвідкових робіт.

## Викладацька діяльність
Часто його статті публікувалися на сторінках Вісника та Наукових зошитів Львівського університету імені І. Франка.
Науково-дослідна робота М. Пелещишина доповнювалася значним педагогічним навантаженням. Для студентів історичного факультету Львівського університету він читав нормативні лекційні курси з основ археології, історії первісного суспільства, етнографії та інших важливих навчальних дисциплін. Нормативні лекційні курси рельєфно доповнювалися спеціальними лекційними курсами, педагогічною діяльністю на факультеті підвищення кваліфікації, роботою наукових семінарів, секцій, гуртків тощо.
Упродовж 1970—1998 років лекції професора М. Пелещишина прослухало понад 5 тисяч студентів та слухачів Львівського державного університету імені Івана Франка.
Багато випускників ще за життя свого учителя стали відомими дослідниками в галузі археології. Чимало колишніх учнів узяли на «озброєння» його фундаментальні та глибокі археологічні знання, які успішно використовують під час роботи в навчальних закладах та інших установах. М. Пелещишин проявив себе як добрий організатор, мудрий учитель, талановитий науковець, який своїми знаннями та вміннями зумів осягнути величезний хронологічний період, котрий вивчає археологічна наука.
На підставі досліджень М. А. Пелещишина на території Західних областей України сформувалося покоління нових спеціалістів у галузі давньої та середньовічної історії України.

## Праці
Опублікував понад 120 наукових праць і серед них:
- «Археологія Української РСР»,
- «рос. Археология Прикарпатья, Волыни и Закарпатья (енеолит, бронза и раннее железо)», «Древнее население Западной Волыни и его етнокультурные связи»,
- «Стародавня Яворівщина: нариси історії та археології»,
- «Енеолітичне поселення Зимне в Західній Волині».

Важливим моментом у діяльності вченого стала організація фахового наукового видання «Археологічні дослідження Львівського університету». Ще за життя дослідника вийшло три випуски археологічного видання, які відображали багатогранність наукових інтересів дослідника.

## Родина
У подружжя Миколи Андрійовича та Катерини Петрівни Пелещишиних народилося двоє синів:
- Ростислав (нар. 5 липня 1966) — кандидат педагогічних наук, вчитель фізики та директор львівської середньої загальноосвітньої школи № 54[1], депутат Львівської міської ради 4 скликання (2002—2006)[2];
- Андрій (1973—2021) — український науковець, доктор технічних наук, професор.